# Piùbus
Piùbus s.c.a.r.l. era una società consortile a responsabilità limitata, nata nel 2005 e cessata nel 2021, che gestiva il trasporto pubblico locale nella provincia di Firenze, limitatamente ad Empoli e alla Valdelsa. I soci consortili erano, dal 2011 al 2021 Busitalia, CAP, Copit S.p.A., PuccioniBus s.r.l., Renieri Bus s.n.c., al posto di CAP, dal 2005 al 2011, L.A. F.lli Lazzi S.p.A.

## Esercizio
Piùbus s.c.a.r.l. gestiva il trasporto pubblico urbano e interurbano nella provincia di Firenze, limitatamente ad Empoli e alla Valdelsa. Alcune linee giungevano sino a Firenze, Montecatini Terme e Pontedera.
Dal 1º Gennaio 2018 al 31 dicembre 2019, Piùbus gestiva operativamente il servizio automobilistico di TPL nel Bacino territoriale del Circondario Empolese Valdelsa in attuazione del contratto ponte 2018-2019 tra Regione Toscana e la società ONE scarl, di cui la stessa faceva parte.
Dal 1º gennaio 2020 al 31 ottobre 2021 operava in virtù di atti d’obbligo mensili emanati dalla Regione Toscana.
Dal 1º novembre 2021, la gestione del trasporto pubblico urbano è passato alla multinazionale RATP, tramite la controllata Autolinee Toscane, risultante vincitrice di un precedente appalto indetto dalla Regione Toscana.

## Servizi di trasporto offerti

### Servizio urbano di Empoli
| Linea | Percorso                                   |
| ----- | ------------------------------------------ |
| 1     | Zona Sportiva-Autostazione-Ponte a Elsa    |
| 2     | Avane-Autostazione-Cortenuova              |
| 3     | Avane-Autostazione-Ponzano                 |
| 4     | Martignana-Case Nuove-Pozzale-Autostazione |
| 5     | Monterappoli-Autostazione                  |
| 6     | Empoli-Piovola-Villanuova                  |

### Servizio extraurbano
| Linea | Percorso                                                                |
| ----- | ----------------------------------------------------------------------- |
| 18    | Empoli-Botinaccio-Pulica                                                |
| 20    | Fucecchio-Galleno-Altopascio                                            |
| 21    | Empoli-Cerreto Guidi-Fucecchio                                          |
| 26    | Empoli-Avane-Fucecchio                                                  |
| 31    | Certaldo-Fiano-Montespertoli                                            |
| 32    | Empoli-Montespertoli                                                    |
| 33    | Empoli-Castelfiorentino-Certaldo-Gambassi Terme-Montaione               |
| 34    | Castelfiorentino-Montaione                                              |
| 36    | Montelupo Fiorentino-San Casciano in Val di Pesa                        |
| 37    | Firenze Piazza Vittorio Veneto-Scandicci-Montespertoli-Castelfiorentino |
| 48    | Empoli-Montelupo Fiorentino                                             |
| 49    | Empoli-Sovigliana-Crocifisso-Vinci-Cerreto Guidi-Lamporecchio           |
| 61    | Montaione-San Miniato-Montaione                                         |
| 71    | Castelfiorentino-San Miniato                                            |
| 80    | Castelfiorentino-Montaione                                              |

## Autostazioni
La società usufruiva di 3 autostazioni presidiate e dove erano presenti anche le biglietterie:
- Empoli via Palestro[3]
- Firenze autostazione Busitalia via Santa Caterina da Siena
- Firenze Largo Alinari, agenzia Cap

## Depositi
L'azienda disponeva di 8 depositi:
- Empoli via Pirandello 4
- Firenze viale dei Cadorna 105
- Castelfiorentino via A. Moro 18/20
- Montaione via Poggio della Terra 6
- Certaldo via Genova
- Montespertoli via Montelupo
- San Casciano Val di Pesa via Dante
- Lamporecchio via Verdi